# Patsy Rowlands
Patsy Rowlands, született Patricia Amy Rowlands (Palmers Green, London, Egyesült Királyság, 1931. január 19. – Hove, East Sussex, 2005. január 22.) brit színpadi és filmszínésznő. Magyarországon legismertebb a Folytassa-filmvígjátékokban játszott szerepeiről. Hazájában népszerűséget szerzett a Házi áldás és a Hallelujah! című angol televíziós szappanoperákban nyújtott alakításáért is.

## Élete

### Pályája
Egyházi iskolába járt, drámatanára figyelt fel színjátszó tehetségére, és segítette, hogy tizenöt éves korában ösztöndíjat nyerjen londoni Guildhall School of Music and Drama színiiskolába. 1958-ban debütált a londoni West Enden. Többször szerepelt a londoni Players’ Theatre-ben (a King Streeten), majd 1961-ben megkapta első filmszerepét Michael Forlong rendező Over the Odds c. komédiájában.
Az 1970-es években nagy ismertséget szerzett a Folytassa-filmvígjátékokban játszott szerepeiért. A sorozat „hivatalos” filmjei (és kapcsolódó spin-off filmek) közül tízben játszott. Beskatulyázták az ijedt, mellőzött szürke kisveréb, a megalázott beosztott, a kigúnyolt duci, a „rút kiskacsa” szerepébe, bár küzdött ez ellen. Színpadon bizonyította, hogy előadói tehetségét. A filmszerepek mellett sokat játszott londoni színpadokon, komoly drámai szerepekben is, így Csehov Sirályában, amelyet Lindsay Anderson rendezett. Szerepelt az Oliver! c. musicalben, volt Mrs Potts A szépség és a szörnyeteg-ben és 2002-ben Mrs Pearce szerepében a My Fair Lady musicalben is.
Angol tévésorozatokban játszott alakításai közül kiemelik Betty Lewis szerepe az ITV által sugárzott Házi áldás c. filmvígjátékban (1972), a belőle készült azonos című tévés szappanoperában (1976), és Alice Meredith megformálása a Yorkshire-i Televízió (YTV) Hallelujah! című sorozatában (1983–1984). 1983–1985 között a Yorkshire-i Televízió Get Up and Go! (később Mooncat &Co.) című gyermekeknek szóló tévésorozatában volt visszatérő vendégszereplő, műsorvezető, meseolvasó.

### Magánélete
1962-ben férjhez ment Malcolm Sircom (1934–2008) angol író-rendezőhöz, zeneszerzőhöz, zenei rendezőhöz. 1963-ban egy fiuk született, Alan. 1967-ben elváltak. Patsy Rowlands úgy tervezte, visszavonulása után színésztanárként dolgozik tovább, de betegsége ebben megakadályozta. 2005. január 22-én el hunyt el emlőrák következtében.

## Főbb filmszerepei
- 1961: Kutyaházban (In the Doghouse), bárnő
- 1962: Ez is szerelem (A Kind of Loving), Dorothy
- 1963: Tom Jones, Honor
- 1963: Ne hagyd magad, Pitkin! (A Stitch in Time), Amy
- 1969: Bosszúállók (The Avengers), tévésorozat, Thelma
- 1969: Folytassa újra, doktor! (Carry On Again Doctor), Miss Fosdick
- 1970–1971: Z Cars, tévésorozat, Vera Pye
- 1970: Folytassa a szerelmet! Carry On Loving), Miss Dempsey
- 1971: Doktor tojáshéj (Doctor at Large), tévésorozat, Liz Hickel
- 1971: Folytassa, Henry! (Carry On Henry), királyné
- 1971: Please Sir!, Angela Cutforth
- 1971: Folytassa, amikor Önnek megfelel! (Carry on at Your Convenience), Hortence Withering
- 1972: Folytassa, főnővér! (Carry On Matron), Evelyn Banks
- 1972: Házi áldás, mozifilm, (Bless This House), Betty Lewis
- 1972: Alice Csodaországban (Alice’s Adventures in Wonderland), szakácsnő
- 1972: Folytassa külföldön! (Carry on Abroad), Miss Dobbs
- 1973: Folytassák, lányok!, (Carry on Girls), Mildred Bumble
- 1974: Folytassa, Dick! (Carry on Dick), Mrs. Giles
- 1975: Carry on Laughing!, tévésorozat, Miss Dawkins
- 1975: Folytassa az ásatást! (Carry on Behind), Linda Upmore
- 1975: A Touch of the Casanovas, Clementine
- 1976: Házi áldás (Bless This House), tévésorozat, Betty Lewis
- 1979: Egy tiszta nő (Tess), földbirtokosnő
- 1980: A kis lord (Little Lord Fauntleroy), tévéfilm, Mrs. Dibble
- 1983–1984: Hallelujah! tévésorozat, Alice Meredith nővér / Little Nell
- 1984–1985: Get Up and Go! (Mooncat &Co.), tévésorozat, önmaga (mesemondó, felolvasó)
- 1985: Szupernagyi tévésorozat (Super Gran), tévésorozat, Lady Valerie Glutt
- 1987: A kis hercegnő (A Little Princess), tévé-minisorozat, a pékné
- 1987: Ha egybekelünk (When We Are Married), tévéfilm, Lottie Grady
- 1989: Young Charlie Chaplin, tévésorozat, házinéni
- 1990: Zorro, tévésorozat, Señora Jones
- 1998: A hiúság vására (Vanity Fair), tévé-minisorozat, Mrs. Tinker
- 1998–2000: Canterbury mesék (The Canterbury Tales), animációs sorozat, Mrs. Rowland (csak hang)
- 2001: A Cazalet család (The Cazalets), tévésorozat, Miss Millament
- 2002: Borsószem hercegkisasszony (The Princess and the Pea), animációs film, Miss Millament

## További információ
- Patsy Rowlands a PORT.hu-n (magyarul)
- Patsy Rowlands az Internetes Szinkronadatbázisban (magyarul)
- Patsy Rowlands az Internet Movie Database-ben (angolul)
- Patsy Rowlands a Rotten Tomatoeson (angolul)
- Patsy Rowlands az AlloCiné weboldalán (franciául)
- Patsy Rowlands Profile. Famousfix.com. (Hozzáférés: 2023. január 18.)
- Patsy Rowlands a Carry On sorozat emlékoldalán (carryon.org.uk)
- Carry On Line: Official Website of the Carry On films Archiválva 2021. január 25-i dátummal a Wayback Machine-ben